# Colpochila immatura
Colpochila immatura är en skalbaggsart som beskrevs av Lea 1930. Colpochila immatura ingår i släktet Colpochila och familjen Melolonthidae. Inga underarter finns listade i Catalogue of Life.